# 郭声琨
郭聲琨（1954年10月16日—），江西兴国人，中国共产党、中华人民共和国政治人物，原副国级领导人。原江西冶金學院礦業系畢業，中南工业大学管理工程系硕士，北京科技大学管理学博士，教授級高級工程師（正高级职称）。曾任中共中央政治局委员、中央书记处书记、中央政法委书记。1974年12月加入中国共产党，是中共第十六、十七届中央候补委员，第十八届、十九届中央委员，第十九届中央政治局委员、中央书记处书记。2020年4月起兼任平安中国建设协调小组组长。曾参与创办中國鋁業公司，任首任总经理；后任中共廣西壯族自治區黨委書記、广西壮族自治区人大常委会主任。

## 早年经历
1973年8月，18岁的郭声琨自兴国县平川中学毕业后，响应中共中央号召，加入知識青年上山下乡的运动中，在兴国县五里亭公社插队劳动。1974年12月，加入中国共产党。1977年3月，获推荐进入江西冶金学院(今江西理工大学）矿业系选矿专业学习，成为“工农兵”学员。三年学满后，1979年12月被分到位于兴国县境内、冶金工业部下属的画眉坳钨矿工作，历任机选车间技术员、工段长、党支部书记，车间生产副主任，车间行政副主任、车间主任。1985年8月，出任中国有色金属工业总公司画眉坳钨矿矿长。
1990年5月起，郭声琨参与筹建贵溪银矿，兼任贵溪银矿建设指挥部总指挥、党委书记。1992年11月，出任中国有色金属工业总公司贵溪银矿矿长、党委书记。1993年5月，出任中国有色金属工业总公司南昌公司经理、党组书记。期间，入选1995年9月开学的中共中央党校一年制中青年幹部培訓班。1994年9月到1996年5月，在中南工业大学管理工程系管理工程专业研究生班课程在职学习，获得硕士学位。

## 执掌国企
在基层冶金、及有色金属行业工作了二十年的郭声琨，于1997年6月调到北京工作，出任中国有色金属工业总公司副总经理、党组成员。1998年3月，公司改组为由国家经贸委管理的国家有色金属工业局，郭声琨任局党组成员。1999年2月，任国家有色金属工业局副局长、党组成员。
2000年6月，46岁的郭声琨任国务院国有重点大型企业监事会主席，晋升副部级。2000年8月，任国务院国有重点大型企业监事会主席、中国铝业公司筹备组组长。2001年2月，出任中国铝业公司首任总经理、党组书记。2001年9月起，任中国铝业公司总经理、党组书记兼中国铝业股份有限公司董事长、总裁。其间，于2002年3月至2002年5月在中央党校省部级干部进修班学习。2002年11月，郭声琨当选中共第十六届中央候补委员。

## 从政之路
2004年4月，拥有大型国企管理经验的郭声琨，调任中共广西壮族自治区党委副书记、自治区人民政府副主席、自治区人民政府党组副书记。期间，于2003年9月至2007年7月在北京科技大学经管学院管理科学与工程专业博士研究生在职学习，并获管理学博士学位。
2007年11月30日，53岁的郭声琨升任广西自治区党委书记。2008年1月26日起，兼任广西壮族自治区人大常委会主任、党组书记。
2012年12月19日，郭声琨离开广西，任公安部党委书记，在12月28日召开的第十一届全国人大常委会第三十次会议上接任公安部部长，同时兼任武警部队第一政委。2013年3月16日，在第十二届全国人大第一次会议上当选国务委员，晋升副国级，成为党和国家领导人。同年4月，出任中共中央政法委副书记。
2017年10月25日，63岁的郭声琨在中共十九届一中全会上当选为中共中央政治局委员、中央书记处书记，数日后出任中共中央政法委书记。2017年11月，不再担任公安部部长、党委书记职务，由赵克志接任。2018年2月24日，当选为第十三届全国人大代表。2018年，兼任新成立的中央全面依法治国委员会办公室主任。
2020年4月，出任平安中国建设协调小组组长。
2021年2月，出任全国政法队伍教育整顿领导小组组长，领导全国政法队伍教育整顿运动。
2022年10月23日，68岁的郭声琨在中共二十届一中全会后卸任中共中央政治局委员，并在5天后卸任中共中央政法委书记一职退休，其职务由国安部部长陈文清接任。